# Nico González
Nicolás "Nico" González Iglesias (ur. 3 stycznia 2002 w A Coruña) – hiszpański piłkarz, występujący na pozycji pomocnika w angielskim klubie Manchester City. Młodzieżowy reprezentant Hiszpanii.

## Kariera klubowa

### FC Barcelona
González urodził się w A Coruñi i rozpoczął swoją karierę w lokalnym klubie Montañeros w wieku 7 lat. W grudniu 2012 roku zgodził się na przeniesienie do młodzieżowych drużyn Barcelony w następnym sezonie.
19 maja 2019 roku, w wieku 17 lat, Nico zadebiutował w seniorskim futbolu w barwach Barcelony B w przegranym 1–2 meczu przeciwko CD Castellón.
12 maja 2021 roku, González przedłużył swój kontrakt do 2024 roku, z klauzulą wykupu opiewającą na 500 milionów euro. Po spędzeniu okresu przygotowawczego z pierwszą drużyną Barcelony zadebiutował w Primera División 15 sierpnia, zmieniając Sergio Busquetsa w wygranym 4–2 meczu przeciwko Realowi Sociedad.
Nico swoją pierwszą bramkę w profesjonalnej karierze strzelił 12 grudnia 2021 roku w spotkaniu przeciwko Osasunie. 20 stycznia 2022 roku został oficjalnie zarejestrowany w pierwszej drużynie Barcelony.

## Życie osobiste
Jest synem byłego hiszpańskiego piłkarza – Frana oraz siostrzeńcem José Ramóna.

## Statystyki kariery
Stan na 12 maja 2024
| Klub               | Sezon              | Liga  | Liga   | Puchar kraju | Puchar kraju | Europa | Europa | Inne  | Inne   | Suma  | Suma   |
| Klub               | Sezon              | Mecze | Bramki | Mecze        | Bramki       | Mecze  | Bramki | Mecze | Bramki | Mecze | Bramki |
| ------------------ | ------------------ | ----- | ------ | ------------ | ------------ | ------ | ------ | ----- | ------ | ----- | ------ |
| FC Barcelona B     | 2018/19            | 1     | 0      | –            | –            | –      | –      | –     | –      | 1     | 0      |
| FC Barcelona B     | 2019/20            | 0     | 0      | –            | –            | –      | –      | –     | –      | 0     | 0      |
| FC Barcelona B     | 2020/21            | 23    | 0      | –            | –            | –      | –      | 1     | 0      | 24    | 0      |
| FC Barcelona B     | 2021/22            | 2     | 0      | –            | –            | –      | –      | –     | –      | 2     | 0      |
| FC Barcelona B     | Ogólnie            | 26    | 0      | –            | –            | –      | –      | 1     | 0      | 27    | 0      |
| FC Barcelona       | 2021/22            | 27    | 2      | 2            | 0            | 7      | 0      | 1     | 0      | 37    | 2      |
| Valencia CF (wyp.) | 2022/23            | 26    | 1      | 0            | 0            | –      | –      | 0     | 0      | 26    | 1      |
| Porto              | 2023/24            | 24    | 2      | 7            | 0            | 6      | 0      | 0     | 0      | 37    | 2      |
| Ogólnie w karierze | Ogólnie w karierze | 104   | 5      | 9            | 0            | 13     | 0      | 2     | 0      | 127   | 5      |